# Талнах
69°30′ пн. ш. 88°24′ сх. д. / 69.5° пн. ш. 88.4° сх. д.
Талнах — район Норильська, мав статус міста з 1982 по 2005 роки. Знаходиться на півночі Красноярського краю, на півдні Таймирського півострова, в 25 кілометрах на північний схід від центру Норильську. Талнах розташований на правому березі річки Норильської (в народі «Норилка»; Норильськ розміщений на її лівому березі) біля відрогів плато Путорана, поблизу річки Талнаху (в народі «Талнашка», права притока річки Норильської, басейн Пясини), від якої і отримав свою назву, що означає долганською дослівно «річка з льодом» (у вільному перекладі «заборонене місце»).

## Історія освоєння

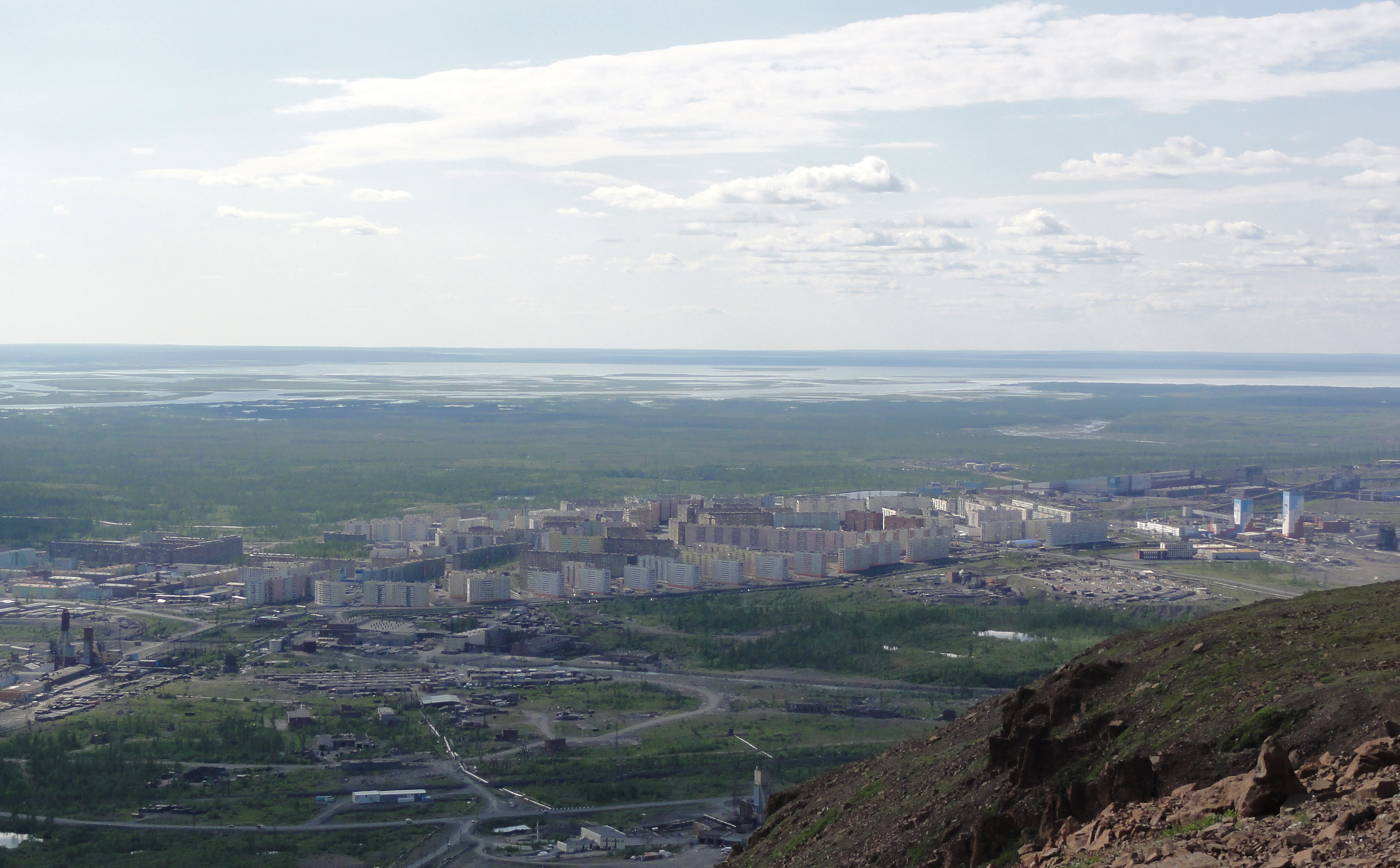
Вид на Талнах і прилеглі споруди з навколишніх гір

Під час норильської експедиції в 1920 році на Хараеласі побував М. Урванцев, виявивши тут багаті родовища кам'яного вугілля. Розробка родовищ Хараелахі та будівництво робочого селища почалося після виявлення тут експедицією Г. Маслова в 1960 році багатого родовища мідно-нікелевих поліметалічних руд. У 1965 році побудований міст через річку Норильську. У 1964 році Талнах отримав статус робочого селища, а 1982 року — статус міста. З 2005 року в ході реформи муніципального управління Талнах став районом міста Норильська.
Рудники Талнаху — основна сировинна база Заполярної філії гірничо-металургійної компанії «Норильський нікель».

## Економіка
На території Талнаха працюють найбільші в Росії підземні рудники, які освоюють родовища «Жовтневе» та «Талнахське»:
- «Маяк» (перший рудник Талнаха, відкритий в 1965 році);
- «Комсомольський» (працює з 1971 року);
- «Жовтневий» (найбільший рудник НПР, працює з 1974 року);
- «Таймирський» (відкритий в 1981 році);
- «Скелястий» (наймолодший в Норильському промисловому районі, найглибший в Євразії, -2200 м. Будівництво ще триває)

Рудники Талнаха є основною сировинною базою Заполярної філії гірничо-металургійної компанії «Норильський нікель», які ведуть видобуток сульфідних мідно-нікелевих руд. Руди різної цінності містять нікель, мідь, паладій, платину, кобальт, золото та інші рідкісні компоненти.
Загальна протяжність виробок Талнаха перевищує 450 км. Протяжність шахтного поля рудників «Комсомольський», «Маяк» та «Скелястий» становить 12 км.